# Жосалыкезен
Жосалыкезен — перевал в хребте Улькен Алматы (Больше-алматинский хребет) в Иле Алатау на высоте 3337 м над уровнем моря. Проход через Жосалыкезен ведет от верховья реки Серке-булак (левый приток реки Улькен Алматы) к притокам реки Проходная. Автомобильная дорога к озеру Улькен Алматы.